# L'Homme aux deux épouses

L'Homme aux deux épouses  (The Substitute Wife) est un téléfilm réalisé en 1994 par Peter Werner.

## Synopsis
L'action se situe au Nebraska à la fin du XIXe siècle. Amy et Martin Hightower sont un couple de fermiers qui travaillent dur et qui ont quatre enfants. À la suite d'un malaise Amy se rend chez le médecin et comprend que ses jours sont comptés, elle persuade alors son mari de trouver une autre femme pour la remplacer auprès de lui dans les travaux de la ferme. Après plusieurs recherches infructueuses, elle finit par rencontrer Pearl une prostituée, qui l'âge venant n'a plus le succès de ses débuts. La cohabitation ne se fait pas sans mal, mais quand Amy se rend compte qu'elle ne peut plus avoir de relations sexuelles avec son mari, elle pousse celui-ci à coucher avec Pearl, celui-ci commence par refuser avant de se laisser tenter. Lorsqu'Amy semble être guérie, les trois protagonistes mettent au point les règles de ce qui deviendra un ménage à trois. Plus tard Amy fait une rechute et décède. Pearl restera auprès de Martin pour élever les enfants et s'occuper de la ferme.

## Fiche technique
- Titre original : The Substitute Wife
- Titre français : L'Homme aux deux épouses
- Réalisation : Peter Werner
- Scénario : Stan Daniels
- Musique : Mark Snow
- Année de diffusion : 1994
- Durée : 92 minutes
- Pays :  États-Unis

## Distribution
- Farrah Fawcett : Pearl, la prostituée
- Lea Thompson : Amy Hightower
- Peter Weller : Martin Hightower
- Karis Paige Bryant : Jessica (comme  Karis Bryant)
- Cory Lloyd : Nathan
- Colton Conklin : Jack
- Annie Suite : Mrs. Van Der Meer
- Babs George : Mrs. Parker
- Gena Sleete : Hattie Donahue

## Distinctions

### Récompense
Writers Guild of America Award du meilleur scénario original pour une mini-série ou un téléfilm

## Autour du film
Ce téléfilm est sorti en DVD chez LCJ en 2003